# Pseudoromicia brunnea
Pseudoromicia brunnea (Thomas, 1880) è un pipistrello della famiglia dei Vespertilionidi diffuso nell'Africa centrale e occidentale.

## Descrizione

### Dimensioni
Pipistrello di piccole dimensioni, con la lunghezza totale tra 76 e 94 mm, la lunghezza dell'avambraccio tra 33 e 38 mm, la lunghezza della coda tra 33 e 46 mm, la lunghezza del piede tra 7 e 9,5 mm, la lunghezza delle orecchie tra 9 e 15 mm e un peso fino a 9 g.

### Aspetto
La pelliccia è densa e soffice. Le parti dorsali variano dal marrone o bruno-rossastro al marrone scuro, mentre le parti ventrali sono più chiare con la base dei peli bruno-nerastra. Le orecchie sono corte, nerastre, triangolari e con l'estremità arrotondata. Il trago è lungo meno della metà del padiglione auricolare, con il margine anteriore diritto e quello posteriore inclinato in avanti. Le membrane alari sono bruno-nerastre. La coda è lunga ed inclusa completamente nell'ampio uropatagio.

## Biologia

### Comportamento
Sono stati osservati esemplari in case abbandonate o sotto banchi di terra lungo i fiumi.

### Alimentazione
Si nutre di insetti.

### Riproduzione
Femmine gravide sono state osservate in settembre, mentre altre che allattavano sono state catturate in febbraio e tardo aprile. Danno alla luce un piccolo alla volta.

## Distribuzione e habitat
Questa specie è diffusa in Liberia, Sierra Leone, Costa d'Avorio, Ghana, Nigeria sud-orientale, Camerun occidentale, Rio Muni, Gabon nord-occidentale e Congo centro-orientale.
Vive esclusivamente nelle foreste pluviali di pianura sempreverdi o semi-decidue, nelle foreste di palude e mangrovie fino a 1.470 metri di altitudine.

## Conservazione
La IUCN Red List, considerato che questa specie è in significativo declino di circa il 30% negli ultimi 10 anni a causa della perdita del proprio habitat, classifica P.brunnea come specie prossima alla minaccia di estinzione (Near Threatened).